# 나용찬
나용찬(羅勇燦, 1953년 11월 11일 ~ )은 대한민국의 정치인이다. 전임 임각수 군수의 피선거권 상실로 치러진 4·12 재보궐선거에 무소속 후보로 출마해 당선되었다.

## 학력
- 괴산칠성초등학교 졸업
- 괴산중학교 졸업
- 괴산고등학교 졸업
- 한국방송통신대학교 법학과 졸업
- 1996 ~ 1999 경기대학교 대학원 정치학 석사
- 2008 ~ 2013 한양대학교 대학원 행정학 박사

## 경력
- 2012 숭실사이버대학교 경찰교정학과 겸임교수
- 2013 중원대학교 경찰행정학과 겸임교수
- 2013 경찰청 수사지도연구관
- 2015 ~ 한국보훈학회 부회장
- 2015 중앙경찰학교 외래교수
- 2017.04 ~ 2018.04 제43대 민선 6기 충북 괴산군수(초선, 무소속)

## 수상
- 1995 대통령 표창
- 2003 국무총리 표창
- 2012 녹조근정훈장
- 2014 대한민국 호국특별대상
- 2016 대한민국 혁신경영대상 사회책임경영부문

## 논란

### 선거법 위반으로 불구속 기소
청주지방검찰청은 2017년 5월 29일 나용찬 군수를 공직선거법상 기부행위 금지와 당선 목적 허위사실 공표 혐의로 불구속 기소했다고 밝혔다. 검찰에 따르면 나용찬 군수는 2016년 12월 14일 외부로 견학을 떠나는 모 단체 간부에게 '커피값에 쓰라'며 찬조금 명목으로 현금 20만 원을 준 혐의를 받고 있다. 또 이 같은 사실이 알려지자 선거를 앞둔 2017년 3월 31일 기자회견을 열어 문제의 돈은 '빌려 준' 것이라고 당선을 목적으로 허위 사실을 공표한 혐의다. 충청북도선거관리위원회의 고발로 기부 행위에 대한 수사에 나선 검찰은 관련자 등을 소환해 조사하는 과정에서 관련 진술과 증거 등을 확보해 허위 사실 공표 혐의도 추가했다. 2017년 9월 22일 청주지법에서 열린 1심에서 공직선거법 위반 혐의가 인정돼 벌금 150만원을 선고받았다. 2018년 1월 8일 항소심에서도 벌금 150만원 당선무효형을 선고받았다. 2018년 4월 24일 대법원에서 상고가 기각돼 벌금 150만원 당선무효형이 확정되었다.

## 역대 선거 결과
| 실시년도 | 선거        | 대수 | 직책 | 선거구      | 정당   | 득표수   | 득표율          | 순위 | 당락 | 비고           |
| -------- | ----------- | ---- | ---- | ----------- | ------ | -------- | --------------- | ---- | ---- | -------------- |
| 2017년   | 4·12 재보선 | 43대 | 군수 | 충북 괴산군 | 무소속 | 8,251 표 | \| \| 38.46% \| | 1위  |      | 초선, 민선 6기 |
|          | 38.46%      |      |      |             |        |          |                 |      |      |                |